# Койн, Уильям
Уи́льям Джо́зеф Койн (англ. William Joseph Coyne; 24 августа 1936, Питтсбург — 3 ноября 2013, там же) — американский политик, член Палаты представителей от Пенсильвании (1981—2003). Член Демократической партии.

## Биография
Уильям Койн родился в Питтсбурге, штат Пенсильвания. В 1954 году он окончил Центральную католическую школу, а в 1965 году получил степень бакалавра в области бухгалтерского учёта в колледже Роберта Морриса. Отслужив два года в армии США в Корее, Койн создал свою бухгалтерскую фирму.
В 1970—1972 годах Койн был членом Палаты представителей Пенсильвании, а в 1974—1980 годах — членом городского совета Питтсбурга.
В 1980 году Койн был избран в Палату представителей США, сменив Уильяма Мурхеда, занимавшего эту должность на протяжении 24 лет. Койн переизбирался десять раз, никогда не сталкиваясь с серьёзной конкуренцией. В Конгрессе он длительное время был членом бюджетного комитета.
В 2002 году округ Койна был объединён с округом Майкла Дойла, несколько более умеренного демократа. Хотя новый округ включал больше территории Койна, чем Дойла, Уильям Койн решил уйти на пенсию, чтобы избежать противостояния двух демократов на предварительных выборах.
Уильям Койн умер 3 ноября 2013 года, через два месяца после падения и травмы головы.